# Шмаков Тимофій Іванович
Шмаков Тимофій Іванович (5 березня 1910, с. Монья, Вятська губернія — 10 червня 1961, Іжевськ, УАССР) — удмуртський поет, перекладач. Член Спілки письменників СРСР (1950), учасник Великої Вітчизняної війни.

## Біографія
Народився в селі Монья Елабузького повіту (нині Вавозький район) в родині бідняка. Своє дитинство провів в присілку Кортчінвай неподалік від Моньї, який згодом неодноразово оспівував у своїх віршах. Грамоті навчився на лікбезі в селі Водзімоньє.
У 1930 році закінчив Можгинський педагогічний технікум, після чого завідував початковою школою села Нова Бія Вавозького району. Протягом багатьох років працював у редакціях республіканських газет «Удмурт коммуна», «Дась лу!», «Удмуртська правда», «Радянська Удмуртія», в Удмуртському книжковому видавництві і на Удмуртському радіо. З 1955 року професійно займався літературою. 10 червня 1974 помер в Іжевську після важкої і тривалої хвороби.
Перші публікації Тимофія Шмакова під псевдонімом Шмакі Тимі з'явилися в 1928 році в журналі «Кенеш». У довоєнні роки займався перекладами на удмуртську мову творів російських і зарубіжних класиків, а також писав вірші та оповідання для дітей. Одним з найбільш відомих його перекладів на рідну мову став «Заповіт» Тараса Шевченка.